# Nova Bus

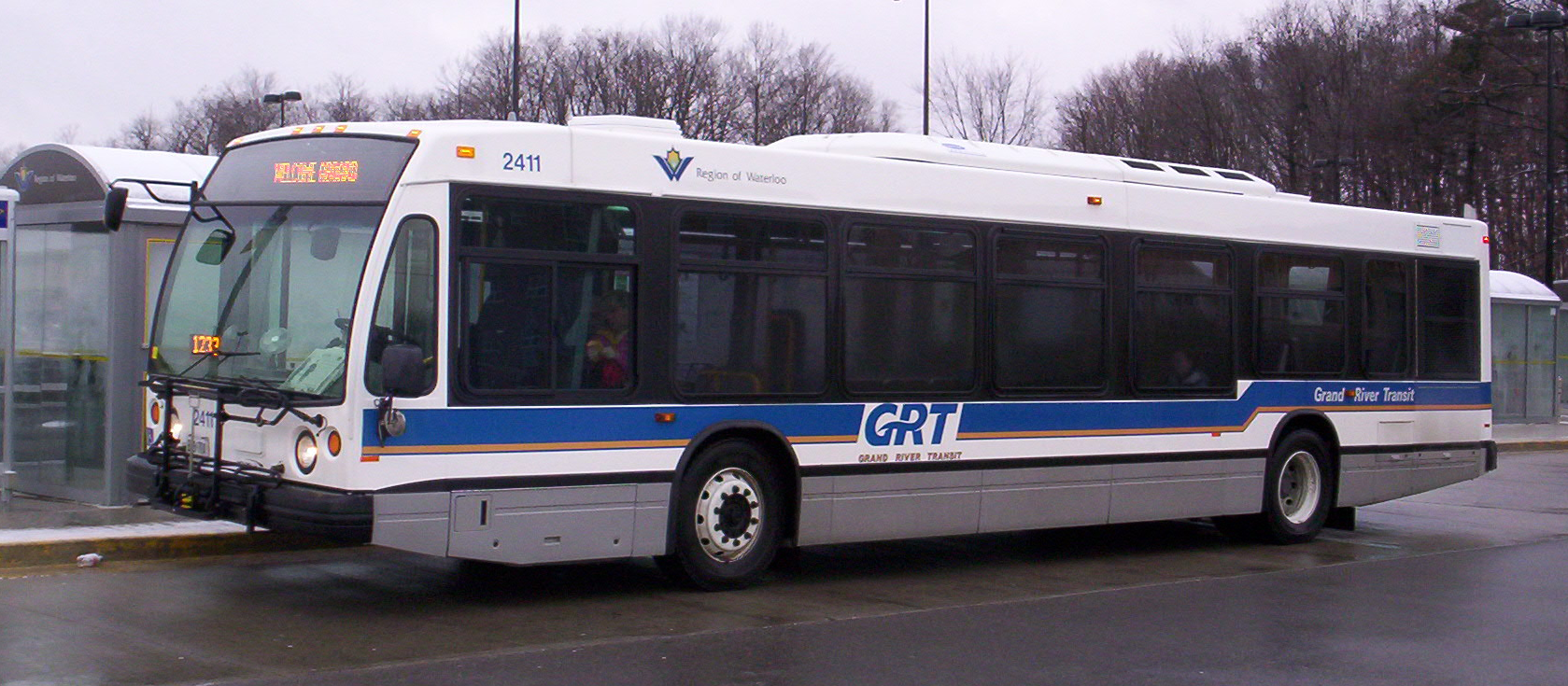
En stadsbuss från Nova Bus som tillhör Grand River Transit, Waterloo Regions lokaltrafikbolag

Nova Bus är en kanadensisk stadsbusstillverkare, som ägs av Prevost, i sin tur ägt av Volvo Bussar. Företaget har två fabriker, en i Saint-Eustache och en i Saint-François-du-Lac.